# Ƒ
Ƒ, ƒ (F с крюком снизу) — буква расширенной латиницы. Используется в языке эве, где обозначает глухой губно-губной спирант [ɸ]. Строчная буква ƒ также является знаком флорина (гульдена), обозначением функции в математике и сокращением понятия «папка» (англ. folder) файловой системы.
 В одной из версий африканского эталонного алфавита у буквы была заглавная форма .